# バトルフィールド バッド カンパニー
『バトルフィールド：バッドカンパニー』（Battlefield: Bad Company, 略称：BFBC）は、エレクトロニック・アーツから発売されたファーストパーソン・シューティングゲーム (FPS) 。

## シングルプレイ
バトルフィールドシリーズは伝統的にマルチプレイ重視で、シングルプレイはマルチプレイの練習用という位置づけで特にストーリー性を持っていなかったが、今作ではシングルプレイにも力を入れ、練習用という位置づけから離れている。

### ストーリー
紛争の絶えない時代。軍刑務所へ収監されるはずだったプレストン・マーロウは、アメリカ陸軍第222大隊所属"B"中隊へ配属される。通称「バッドカンパニー」と呼ばれるこの部隊は、「軍のはみ出し者達が集まるところ」と言えばまだ聞こえは良いが、早い話が正規兵を割きたくない場合に最優先で作戦を押し付けられる、使い捨ての兵力であった。
早速、紛争の最前線へ放り込まれたバッドカンパニーは、敵軍の主要施設を次々と攻略してゆく。その最中、敵兵士の死体から、敵の戦力に有名な傭兵集団が関与していることを突き止めた。彼らは、報酬を全て金塊で受け取っており、それを証明するかのように傭兵のポケットには本物の金塊が納められていた。
続けて発せられた次の作戦指令に対し、バッドカンパニーの面々は喜び勇んで戦地へと向かった。目的はもちろん、軍には内緒で敵が抱える大量の金塊を奪取することである。

### 登場人物
プレストン・マーロウ（Preston Marlowe）
新たにバッドカンパニー（B中隊）に配属された新米兵士で、プレイヤーキャラクター。階級は二等兵。認識番号は000BFH008ME008。祖父が第二次世界大戦、父がベトナム戦争へ出兵したことから軍人に憧れ、陸軍に入隊するが派兵先であるヨーロッパで退屈な日々を過ごす。そして、暇つぶしのため勝手に操縦していたヘリコプターを陸軍将校の乗る車に激突させてしまうという大問題を起こし、本来は収監される身であった。常識人ではあるようだが、それ故か曲者揃いなバッドカンパニーの面子に良く振り回されている。
サミュエル・D・レッドフォード（Samuel D.Redford）
バッドカンパニー所属で、マーロウ達の部隊長。階級は軍曹で、任期の短縮と退職金を条件に自らバッドカンパニー配属を志願した。律儀な性格で部下思いでもある。残り3日で任期が終了するので、退役後の悠々自適な生活設計（自家製ボートでクルージング）を夢見ている。しかし、ハガードたちが問題を起こし、また振り回されることになった。
ジョージ・ゴードン・ハガード・ジュニア（George Gordon Haggard Jr.）
バッドカンパニー所属で、レッドフォードの部下。階級は伍長。認識番号は000BF1942002BF2005。爆破好きな性格が災いし、自軍の武器庫を誤って爆破した事によりバッドカンパニー送りとなった。レッドフォード曰く「頭のイカれたヤツ」でトラブルメーカー。あだ名はハグ。『BFBC』の公式パロディ動画でもやりたい放題な行動をしている。
テレンス・スウィートウォーター（Terrence Sweetwater）
バッドカンパニー所属で、レッドフォードの部下。階級は二等兵。認識番号は0BFMCPS2005MC360006。悪戯で軍のコンピュータにウイルスを侵入させた事がバレてしまい、バッドカンパニー送りとなった。レッドフォードから「しゃべる相手が必要ならそいつが最適だ」と言われる程の喋り好き。軽い性格で悪知恵を働くことが多い。セルダリスタン語を話すことができる。あだ名はスウィーツ。
マイク-ワン-ジュリエット（Mike-One-Juliet）（M-1-Jのフォネティックコード）
戦地における状況報告、支援調整を担当する大隊の無線担当官。4名の無許可離隊後も無線による支援を続け、もたらされた情報によりバッドカンパニーの面々は度々危機を救われている。その美しい声からスウィートウォーターは彼女を「Miss July（ミス7月）」と呼んでいる。
ザボミール・セルダー（Zavimir Serdar）
東欧の国家セルダリスタンの元大統領。スウィートウォーター曰く「人民の父・独裁者・万能のウジ虫」の3点セット。アメリカ軍と東欧軍の軍事衝突に対して中立的な立場を持っていたが、レジョネア率いる傭兵部隊が引き起こしたクーデターで失脚、宮殿に幽閉される。その後自身の身柄を拘束しに来たマーロウ達に結果的に救出されることになり、共に自前の黄金色のMi-24 ハインドで脱出、亡命を図る。アメリカ人のことを「帝国主義のブタ」と言い、嫌っている。
レジョネア
世界最強と言われる伝説の傭兵部隊の指揮官。報酬は金塊で支払う。セルダリスタンのセルダー大統領をクーデターで失脚させた張本人。邪魔者のマーロウ達を始末するために中東にてヘリで攻撃するも、乗機をマーロウに攻撃され空中爆発を起こし行方不明となった。

### ステージ
Welcome to Bad Company
つまはじき者やトラブルメーカーなどアメリカ陸軍から消耗品と認定された異端軍人で構成される第222大隊、通称バッドカンパニー、またはB中隊。軍で罪を犯したプレストン・マーロウ二等兵はこの日、UH-60 ブラックホークに乗ってバッドカンパニーの前線基地にやってきた。普通ならば刑務所行きになるだろうが、その刑務所代わりがバッドカンパニーへの配属。到着したマーロウは早速近くにいたレッドフォード軍曹に自分はどの部隊かと質問するが、｢新入り｣と言う辺りでレッドフォード軍曹の部隊だということは明白であった。こうして、お上品でピカピカの玩具のような新入りプレストン・マーロウ二等兵の新生活が幕を開ける。途中、インパクトレンチにて車両の補修をした際｢Pimp My Ride !｣と言うシーンがある。
Acta Non Verba
敵の軍に、金塊を報酬として受け取っている傭兵部隊がいる事を突き止めたバッドカンパニーは、その傭兵が抱える大量の金塊を奪取するために次の戦地へ意気揚々と乗り込む。着実に拠点を攻略していくうち、バッドカンパニーは傭兵部隊が乗るトラックを発見する。
Crossing Over
傭兵部隊のトラックが移動していくのを見て、金塊に目が眩んだハガードがあろうことか中立地帯へ堂々と侵入してしまう。このままでは大変なことになると危険を冒してハガードを連れ戻したレッドフォードであったが、時すでに遅く、軍から身柄の拘束および軍法会議の処分を下される。もう後戻りはできないと覚悟を決めたバッドカンパニーは、捕まるよりも先に金塊を奪うため敵のアジトへと進軍を開始した。
Par For The Course
傭兵部隊を取り逃がし、自軍に包囲され遂に観念したバッドカンパニーを待っていたのは刑務所暮らしではなく敵国首都への潜入任務であった。敵国の大統領を拘束することで紛争終結を早めるために上層部が一番危険な任務を交換条件として押し付けたのである。どうにか官邸への潜入に成功したバッドカンパニーは、敵側に怪しい動きがあることに気付く。
Air Force One
傭兵部隊によるクーデターで軟禁状態にあった大統領を亡命させるため、大統領所有のMi-24 ハインドで脱出を図るバッドカンパニー。しかし、国境を越える直前、ヘリは傭兵部隊によって撃墜されてしまう。
Crash And Grab
ヘリの墜落地点で意識を回復したマーロウは、自軍からの通信で他のメンバーと大統領が敵軍に囚われてしまった事を知る。彼らを救出するために、マーロウはありあわせの装備で単身敵地へと乗り込む。
Ghost Town
紛争はアメリカ軍と敵軍、そして、傭兵部隊の三つ巴の戦いへと変貌していく。これが最後のチャンスとばかりに激戦地へと踏み込んだバッドカンパニー。傭兵部隊の本拠地である廃墟で激闘を繰り広げるマーロウは、ついに敵が抱える大量の金塊を発見する。しかし、ここで問題が生じた。このトラックに積みきれないほどの金塊をどうやって運び出すか、全く考えていなかったのだ。

## マルチプレイ
マップによって組み合わせが異なるが、アメリカ軍・ロシア傭兵部隊・中東連合の3勢力が登場。マルチプレイでは『BF2MC』と同じく、兵装の異なるクラスを選択して戦う。使用できるクラスは以下の通り。
突撃兵
命中率が高く全距離に対応できるアサルトライフルで武装した歩兵。銃には全てグレネードランチャーが装備されており、遠距離から障害物を破壊することも可能。弱点は、戦車などの車両に対して破壊手段に乏しいこと。特殊兵装は、即座に体力を全快できるオートインジェクターで、一定時間が経てば何度でも使用できる。
工兵
ショットガンとロケットランチャーで武装した対戦車要員。ショットガンは中距離程度であれば、相手を即死させる威力を持つ。ロケットランチャーは軽車両ならば一撃で破壊できるほか、金塊の箱にも一定のダメージを与える事ができる。そのため、マップ次第では遠距離からロケット砲撃が効果的な場面も多い。特殊兵装は、感圧式の対戦車地雷。車重で爆発するほか、銃撃で任意に起爆させることが可能。
偵察兵
スナイパーライフルで武装した狙撃手で、遠距離から一方的な攻撃が可能。ただし、手榴弾を携行していないクラスなので、やや突破力に欠ける（代わりに拳銃を携行している）。また、ギリースーツを着ている唯一のクラスでもあり、草むらや林の中では視認が困難となる。特殊兵装は、レーザー照準器。車両・ヘリに対してロックオンすることで上空からレーザー誘導爆弾を落とすことが可能。また、この爆弾は着弾するまで手動による誘導が可能。モーションセンサーは、投げた周辺にいる敵をレーダーに一定時間反応させる。
特殊兵
連射力に優れたサブマシンガンで武装した潜入偵察用の兵で、破壊工作活動にも長ける。銃には全てサプレッサーが装着されており、更にレーダーに囚われ難いステルス迷彩服を着用している。特殊兵装は、リモコン式のC4で、1つで戦車を破壊可能な威力を持つ。ただし、金塊に対するダメージはロケットランチャーと同様。もう1つはトレーサーガン。車両に命中させると、工兵のロケットランチャーなどが誘導式になる支援兵装。
援護兵
軽機関銃で武装する衛生兵。即座に体力を全快させる救急パックを所有しており、自分や味方の兵に与えることが可能。特殊兵装は、ロックオンすることで指定したポイントへ迫撃砲を撃ち込ませるGPS送信機と、車両の修理や障害物、敵車両の破壊に使えるインパクトレンチの2種類。

### ゲームモード
ゴールドラッシュ
アタッカーとディフェンダーに別れて戦うモード。アタッカーの目標は、マップに配置されている金塊の箱の破壊、ディフェンダーはそれの阻止。アタッカーが金塊の箱を2つ破壊するごとにディフェンダーは前線を押される（後退する）ことになり、最終ラインにある金塊の箱を全て破壊されるとアタッカーの勝利となる。金塊の箱は、歩兵による爆弾設置（ディフェンダー側により解除可能）や、銃撃やC4などでダメージを与える事で破壊できる。また、箱の耐久力は画面の青いゲージで示される。赤いゲージはアタッカーの勢力（シリーズで言うチケットのようなもの）を示しており、チームメンバーが倒されるたびに減少する。ゲージがなくなるとディフェンダーの勝利となる。アタッカーの勢力は前線を押し上げるたびに一定量回復する。
コンクエスト
シリーズの伝統的な、マップに点在する拠点を奪い合うモード。拠点は5ヶ所にあり、確保した拠点は自チームの復活地点として機能する。中立の拠点や敵チームの拠点は旗のポール付近に一定時間いると確保できる。拠点を全て確保して敵を全滅させるか敵チームの勢力を0にすれば勝利。勢力は拠点を一定数確保したり倒されることで減少する。無料のDLCで入手可能。
マルチプレイのスコア計算
スコアはキル数ではなく獲得した総ポイントで計算される。ポイントは、敵を倒す（ヘッドショットなどで殺害した場合はボーナスポイントが追加される）以外では味方を支援する、味方を回復させる、味方が乗っている損傷した兵器を修理するなどの裏方作業でも獲得ができる。そのため、ひたすら裏方でスコアを稼いで上位の成績を収めることも可能。
また、偵察兵で後方に陣取り、徹底的な隠密狙撃のみを行う事でポイントを稼ぐ事もできるが、大抵の場合は非効率で、期待したポイントが稼げない場合も多い。

### マップ
- Oasis
- Valley Run
- Deconstruction
- HARVEST DAY
- OVER AND OUT
- FINAL IGNITION
- END OF THE LINE
- ASCENSION

## システム
本作では、今までのシリーズで使用されてきたRefractor 2エンジンから、全く新しいエンジンである「Frostbite」が採用されている。これにより、前作からの大幅な画質上昇、安定性向上が図られている。
オブジェクトの破壊
マップにある樹木や金網・建物といったあらゆるオブジェクトが銃撃や砲爆撃などで破壊可能となっており、開発側によると全体の90%が破壊可能としている。そのため、破壊手段を持っていれば敵兵が立てこもる建物の壁を吹き飛ばして隠れる場所を奪ったり、壁を破壊して進行ルートを確保することができる。特にマルチプレイでは、戦闘が経過するにつれてマップが荒廃していく。
マップ作成の高速化
Frostbite Engineでは、今までの「単体で動作し、実質メモ帳などで書き込む動作をGUI動作にした物」から「エンジン上で動作するインゲームに近いエディタ」に変更されている。これにより使いやすさの向上、バグの発生率の低下などが計られており、マップの作成が高速化できる。また、名称は「FrostED」とされている。
問題点
Frostbite Engineは、マルチコアのCPUでの動作を必須としている。そのため、シングルコアがまだ市場にあった2008年当時、PCへの移植は難しいという問題があった。2010年、PCに対応した次期バージョン「Frostbite 1.5」が、続編のWindows版『BFBC2』で使用された。